# Peugeot Lion V4C3

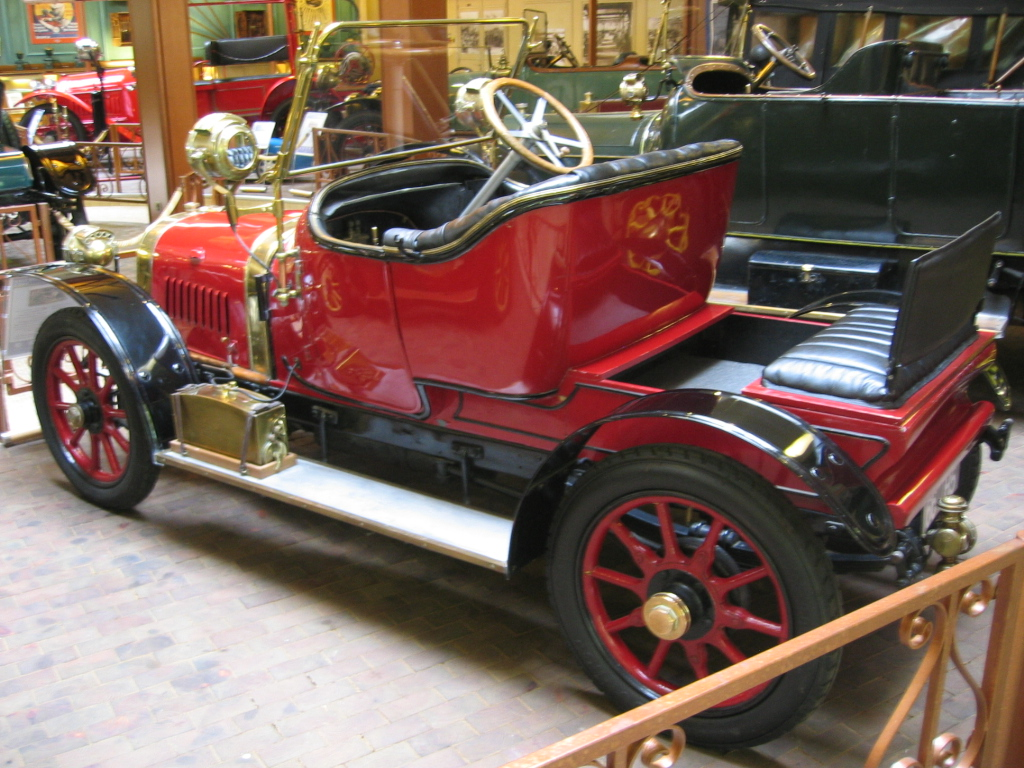
Peugeot Lion V4C3 de 1912.

La Peugeot Lion V4C3 est une voiture commercialisée par Peugeot en 1912 à l'époque d'Armand Peugeot (1849-1915), fondateur des automobiles Peugeot en 1889.

## Historique
En 1912, Peugeot fabrique 50 % des automobiles françaises et ouvre son important site de production industrielle de Sochaux, ainsi qu'une usine de fabrication de carrosserie à Mandeure (à côté de Sochaux). Auparavant, les carrosseries étaient fabriquées par des spécialistes extérieurs.
En 1914, la Première Guerre mondiale met un coup d'arrêt à l'évolution et à la prospérité de Peugeot et l'oblige à ralentir considérablement sa production commerciale civile.
Les usines sont occupées ou mobilisées pour l'effort de guerre et fabriquent des vélos, des voitures, 6000 camions, 1400 moteurs de chars, 10 000 moteurs d'avions, 6 millions de bombes et obus, ce qui impose définitivement la nouvelle ère de la grande série.

## Caractéristiques
La Peugeot Lion Type V4C3 a été produite en 653 exemplaires de 1912 à 1913.
La V4C3 était propulsée par un moteur quatre temps de 1 725 cm³ à quatre cylindres en V, monté devant le conducteur. C'est la seule Peugeot à être équipée d'un moteur V4. Une puissance maximale de 9 ch était délivrée aux roues arrière.